# Monasterio de la Santísima Trinidad (Vilna)
La iglesia del Espíritu Santo (en lituano: Vienuolynas ir Šv. Trejybės cerkvė; en ucraniano: Монастир Святої Трійці) es un monasterio greco-católica ucraniano que se localiza Vilna, Lituania.
El recinto del monasterio contiene una iglesia consagrada a la Santísima Trinidad, una puerta de entrada fortificada, una universidad, un complejo hotelero para visitantes, celdas monásticas, incluida la celda de Konrad. La iglesia está rodeada por cuatro torres adyacentes en cada esquina. Este monasterio está asociado con personalidades de la Unión de Brest como Josafat Kuncewicz, arzobispo de Pólatsk que tomó votos aquí y pasó los primeros años de su vida monástica, así como un destacado reformador de la Orden Basiliana, Yósif Rutski.

## Historia
Según la leyenda, la primera iglesia de madera fue construida en el siglo XIV por la princesa Uliana de Tver, esposa de Algirdas. La iglesia fue construida en el lugar donde en 1347 murieron los nobles Antonio, Juan y Eustaquio, los primeros mártires de la fe cristiana y los primeros santos del Gran Ducado de Lituania. La iglesia uniata rutena y el Gran Hetman de Lituania Konstanty Ostrogski construyeron el templo de piedra como agradecimiento por la victoria en la batalla de Orsha, originalmente en estilo gótico.
En la primera mitad del siglo XVII a la iglesia se le añadieron tres capillas y en 1609, por edicto del rey Segismundo III Vasa, la iglesia y el monasterio fueron transferidos a la Orden Basialiana.En 1670 el Gran Hetman de Lituania Michał Kazimierz Pac y el Gran Tesorero Hieronymus Kryszpin-Kirchenstein aportaron importantes fondos para renovar la iglesia, en particular para el altar de San Josafat Kuncewicz.
Los monjes basilianos fueron desterrados del monasterio en 1821 y el ala del monasterio de hombres se convirtió en una prisión. Entre 1823 y 1824, el poeta romántico Adam Mickiewicz y otros estudiantes de la Universidad de Vilna, miembros de la Asociación Filaret, fueron encarcelados en el monasterio por su participación en organizaciones secretas que luchaban por la independencia de la Mancomunidad de Polonia-Lituania del dominio ruso.

## Arquitectura
La primera capilla de la Anunciación de la Santísima Virgen María fue construida con fondos de Janusz Skumin Tyszkiewicz y estaba situada a la derecha de la entrada principal. En la cripta de la capilla fueron enterrados el padre del fundador, Theodor Skumin-Tyszkiewicz (1618), el propio fundador y su esposa, Barbara Naruszewicz (fallecida en 1627). En la capilla se conserva su lápida de mármol, obra de maestros italianos. La segunda capilla, situada a la izquierda de la entrada principal, llamada de San Lucas, fue construida en 1622 con fondos de Eustachy Korsak-Hołubicki, un gran partidario de la Unión (Unión de Brest). Junto a su fundador, en la cripta debajo de la capilla descansan sus hijos Ivan y Grigori. La tercera capilla se llama de la Exaltación de la Cruz Verdadera y Vivificadora de Nuestro Señor, fundada por el escribano del Gran Ducado de Lituania Jan Kolenda en 1628.
En la iglesia se han conservado valiosas lápidas. Un hito único de la época del Renacimiento en Lituania es la lápida del burgomaestre de Vilna Othanasius Braha y su hijo Antonio con escudo de armas, inscripción cirílica y rica ornamentación floral fechada en 1576. Llama la atención la lápida de las hermanas Jelenski con una inscripción sentimental que data de 1758.
Se desconoce donde está el icono de la Virgen de Vilna, que durante dos siglos (1715-1915) estuvo en la iglesia de la Santísima Trinidad. Según una leyenda, el icono fue pintado por San Lucas el Evangelista y durante muchos años fue una reliquia ancestral de los emperadores bizantinos en Constantinopla. Se cree que la sobrina del último emperador bizantino, Sofía Paleólogo, que se casó con el Gran Príncipe de Moscú, Iván III de Moscú, llevó el icono a Moscú. Aunque no está confirmada, existe otra versión de que el icono fue entregado al Gran Príncipe de Moscú por el príncipe de Galitzia, quien lo recibió hace algún tiempo como regalo de los emperadores bizantinos. Iván III bendijo a su hija, Helena de Moscú, con el icono cuando la entregó en matrimonio al Gran Príncipe de Lituania, Alejandro I Jagellón. El icono fue llevado a la capital del Gran Ducado de Lituania y recibió el nombre de Vilna. En 1866, durante una restauración, se descubrió que el nivel superior estaba pintado con témpera al huevo, lo que indica que el icono tenía un origen muy antiguo. En 1915, durante la Primera Guerra Mundial, durante la evacuación, el icono fue retirado de Vilna y hasta el día de hoy se desconoce la ubicación.

## Galería

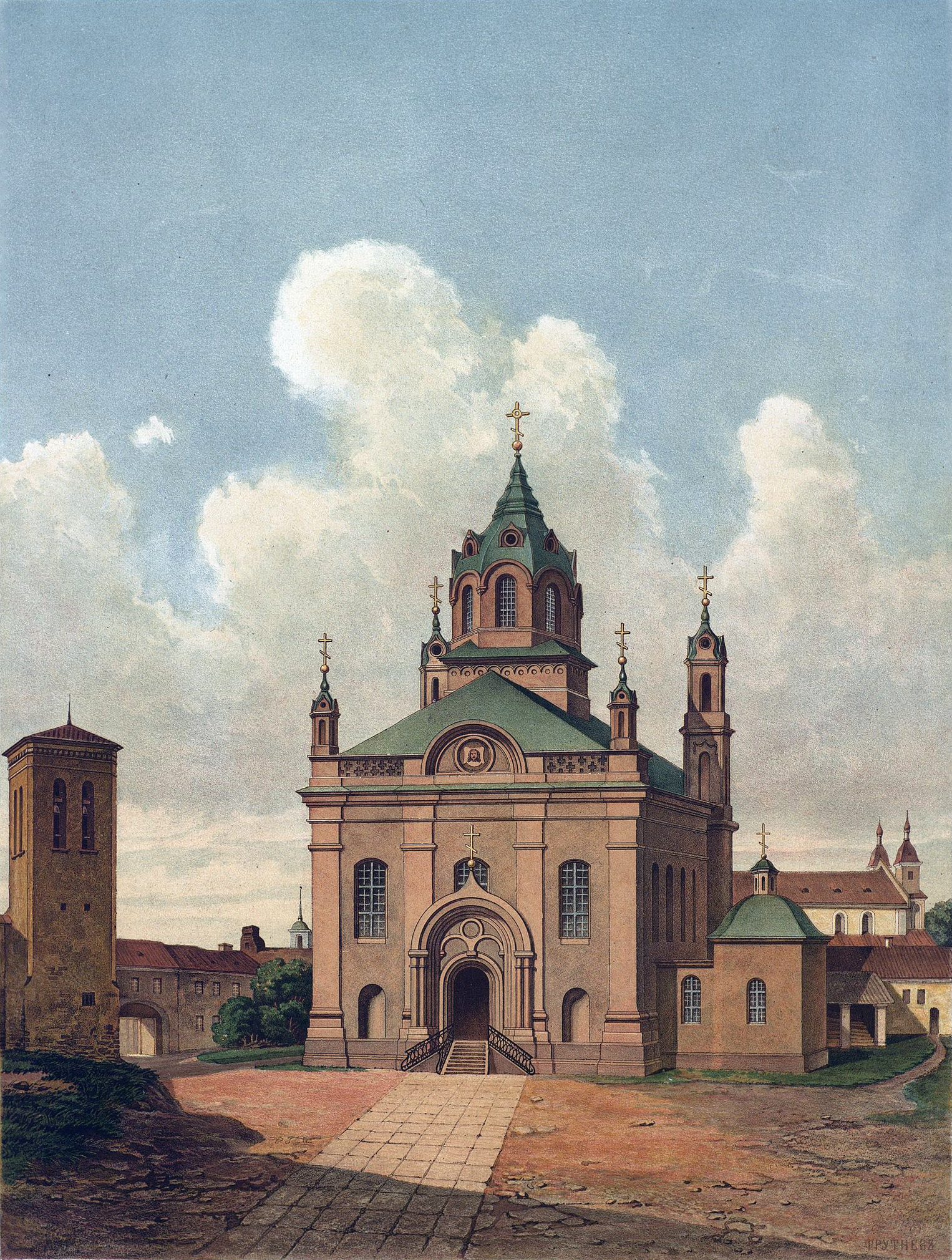
Iglesia en 1870
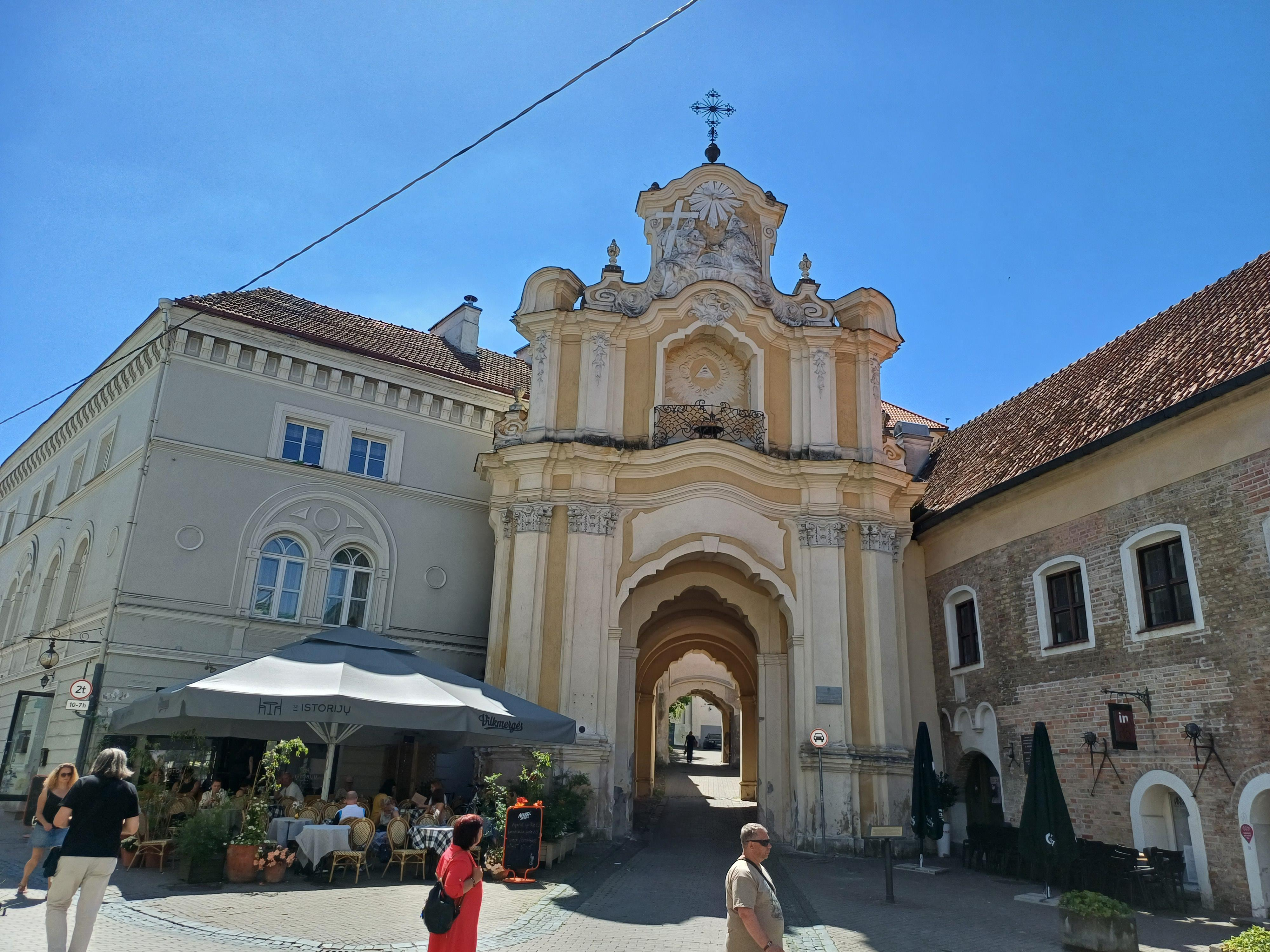
Puerta de entrada
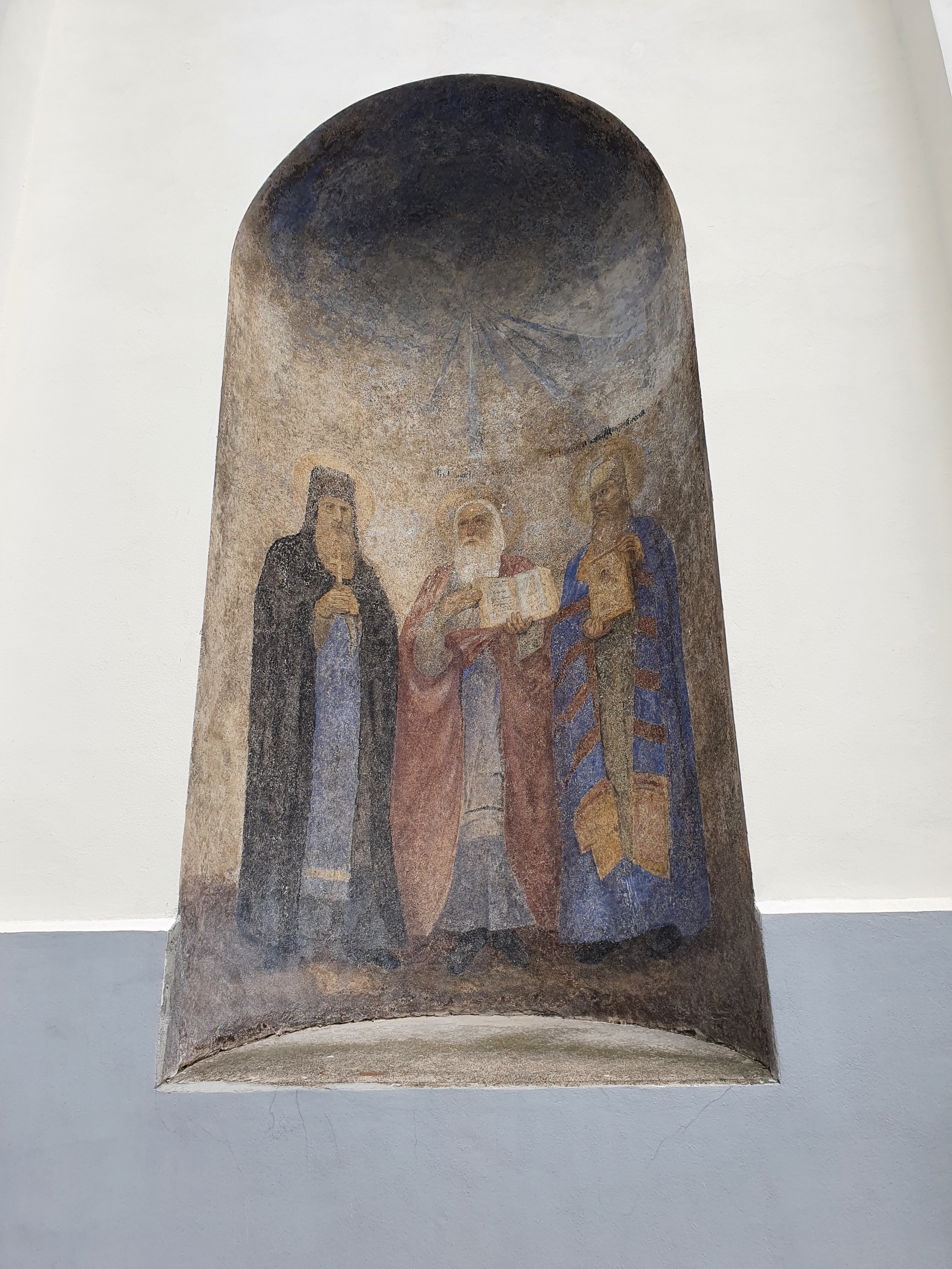
Frescos de la fachada
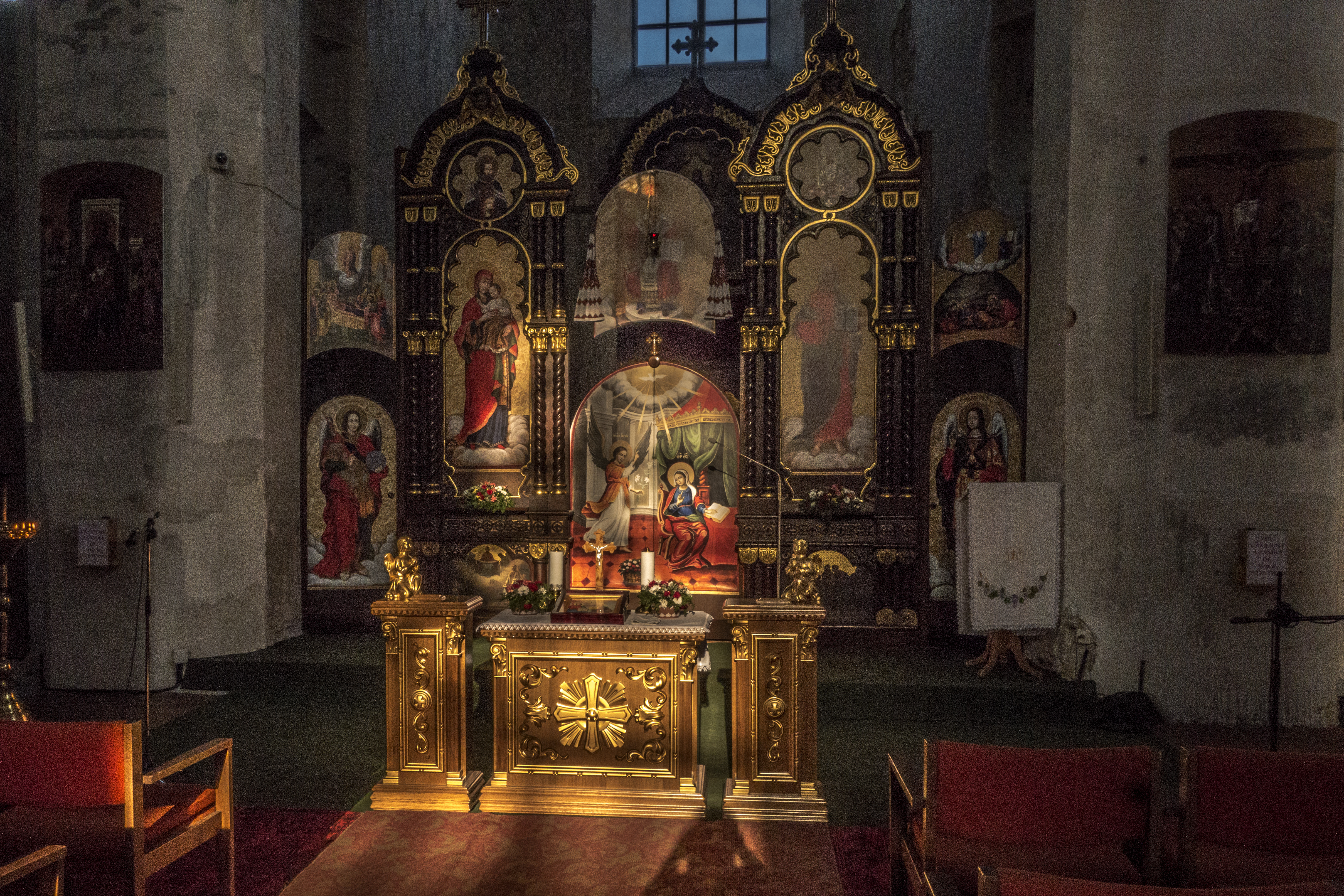
Iconostasio